# Aponotoreas dissimilis
Aponotoreas dissimilis är en fjärilsart som först beskrevs av Alfred Philpott 1914.  Aponotoreas dissimilis ingår i släktet Aponotoreas och familjen mätare. Inga underarter finns listade i Catalogue of Life.